# Uppsala Universitets Arsskrift
Uppsala Universitets Arsskrift (abreviado Uppsala Univ. Arsskr.) es una revista científica con ilustraciones y descripciones botánicas que es editada por la Universidad de Upsala en Suecia desde el año 1861.